# Lampre-ISD/2011
Deze pagina geeft een overzicht van de Lampre-ISD wielerploeg in  2011.

## Algemeen
Sponsor: Lampre, ISD
Algemeen manager: Giuseppe Saronni
Ploegleiders: Fabrizio Bontempi, Brent Copeland, Maurizio Piovani, Valerio Tebaldi, Bruno Vicino
Fietsmerk: Wilier Triestina
Materiaal en banden: Campagnolo, Vittoria

## Renners
| Naam                           | Geboortedatum | Nationaliteit | Ploeg 2010          |
| ------------------------------ | ------------- | ------------- | ------------------- |
| Alfredo Balloni                | 20-09-1989    | Italië        |                     |
| Leonardo Bertagnolli           | 08-01-1978    | Italië        | Androni Giocattoli  |
| Grega Bole                     | 13-08-1985    | Slovenië      |                     |
| Matteo Bono                    | 11-11-1983    | Italië        |                     |
| Vitali Boets                   | 24-10-1986    | Oekraïne      |                     |
| Damiano Cunego                 | 19-09-1982    | Italië        |                     |
| Francesco Gavazzi              | 01-08-1984    | Italië        |                     |
| Danilo Hondo                   | 04-01-1974    | Duitsland     |                     |
| Andrej Kasjetsjkin (tot 31-07) | 21-03-1980    | Kazachstan    |                     |
| Vitali Kondrut                 | 15-08-1984    | Oekraïne      | ISD-Neri            |
| Denys Kostjoek                 | 13-03-1984    | Oekraïne      | ISD-Neri            |
| Dmitry Krivtsov                | 03-04-1985    | Oekraïne      | ISD-Neri            |
| Oleksandr Kvatsjoek            | 23-07-1983    | Oekraïne      | ISD-Neri            |
| David Loosli                   | 08-05-1980    | Zwitserland   |                     |
| Enrico Magazzini               | 27-04-1988    | Italië        |                     |
| Adriano Malori                 | 28-01-1988    | Italië        |                     |
| Marco Marzano                  | 10-06-1980    | Italië        |                     |
| Manuele Mori                   | 09-08-1980    | Italië        |                     |
| Przemysław Niemiec             | 11-04-1980    | Polen         | Miche               |
| Aitor Pérez                    | 24-07-1977    | Spanje        | Footon-Servetto     |
| Alessandro Petacchi            | 03-01-1974    | Italië        |                     |
| Daniele Pietropolli            | 11-07-1980    | Italië        |                     |
| Daniele Righi                  | 28-03-1976    | Italië        |                     |
| Michele Scarponi               | 25-09-1979    | Italië        | Androni Giocattoli  |
| Alessandro Spezialetti         | 14-01-1975    | Italië        |                     |
| Simon Špilak                   | 23-06-1986    | Slovenië      |                     |
| Bálint Szeghalmi               | 16-09-1980    | Hongarije     | Tusnad Cycling Team |
| Diego Ulissi                   | 15-07-1989    | Italië        |                     |

## Overwinningen
| Ronde van Reggio Calabria 1e etappe: Daniele Pietropolli Algemeenklassement: Daniele Pietropolli Trofeo Laigueglia Winnaar: Daniele Pietropolli Ronde van Sardinië 2e etappe: Damiano Cunego 5e etappe: Michele Scarponi Tirreno-Adriatico 4e etappe: Michele Scarponi Ronde van Catalonië 2e etappe: Alessandro Petacchi Internationale Wielerweek 5e etappe: Adriano Malori Ronde van het Baskenland 5e etappe: Francesco Gavazzi | Ronde van de Apennijnen Winnaar: Damiano Cunego Ronde van Trentino Eindklassement: Michele Scarponi Ronde van Turkije 4e etappe: Alessandro Petacchi Ronde van Romandië 2e etappe: Damiano Cunego Ronde van Italië 2e etappe: Alessandro Petacchi 17e etappe: Diego Ulissi Ronde van Slovenië 2e etappe: Diego Ulissi Eindklassement: Diego Ulissi | Nationale kampioenschappen Italië - wegtijdrit: Adriano Malori Oekraïne - wegtijdrit: Oleksandr Kvatsjoek Oekraïne - wegwedstrijd: Oleksandr Kvatsjoek Slovenië - wegwedstrijd: Grega Bole Ronde van Portugal 6e etappe: Francesco Gavazzi 10e etappe: Francesco Gavazzi Eneco Tour 5e etappe: Matteo Bono GP Ouest France-Plouay Winnaar: Grega Bole Ronde van Spanje 18e etappe: Francesco Gavazzi |

Mannen:1991 · 1992 · 1993 · 1994 · 1995 · 1996 · 1997-1998 · 1999 · 2000 · 2001 · 2002 · 2003 · 2004 · 2005 · 2006 · 2007 · 2008 · 2009 · 2010 · 2011 · 2012 · 2013 · 2014 · 2015 · 2016 · 2017 · 2018 · 2019 · 2020 · 2021 · 2022 · 2023 · 2024 · 2025
Vrouwen:2022 · 2023 · 2024 · 2025
AG2R-La Mondiale · Astana · BMC Racing Team · Euskaltel-Euskadi · Team Garmin-Cervélo · Team HTC-High Road · Katjoesja · Lampre-ISD · Team Leopard-Trek · Liquigas-Cannondale · Team Movistar · Omega Pharma-Lotto · Quick Step · Rabobank · Team RadioShack · Saxo Bank-Sungard · Sky ProCycling · Vacansoleil-DCM